# アルティク (ロシア)
アルティク (ロシア語: Артык; サハ語: Аартык)とは、ロシア連邦サハ共和国オイミャコン地区にある町。地区の中心地であるウスチ＝ネラから130 km離れている。人口は509人（2010年）。ネラ川の河岸に位置する。